# Limenitis kingana
Limenitis kingana är en fjärilsart som beskrevs av Matsumura 1939. Limenitis kingana ingår i släktet Limenitis och familjen praktfjärilar. Inga underarter finns listade i Catalogue of Life.